# Lengőtekercses műszer

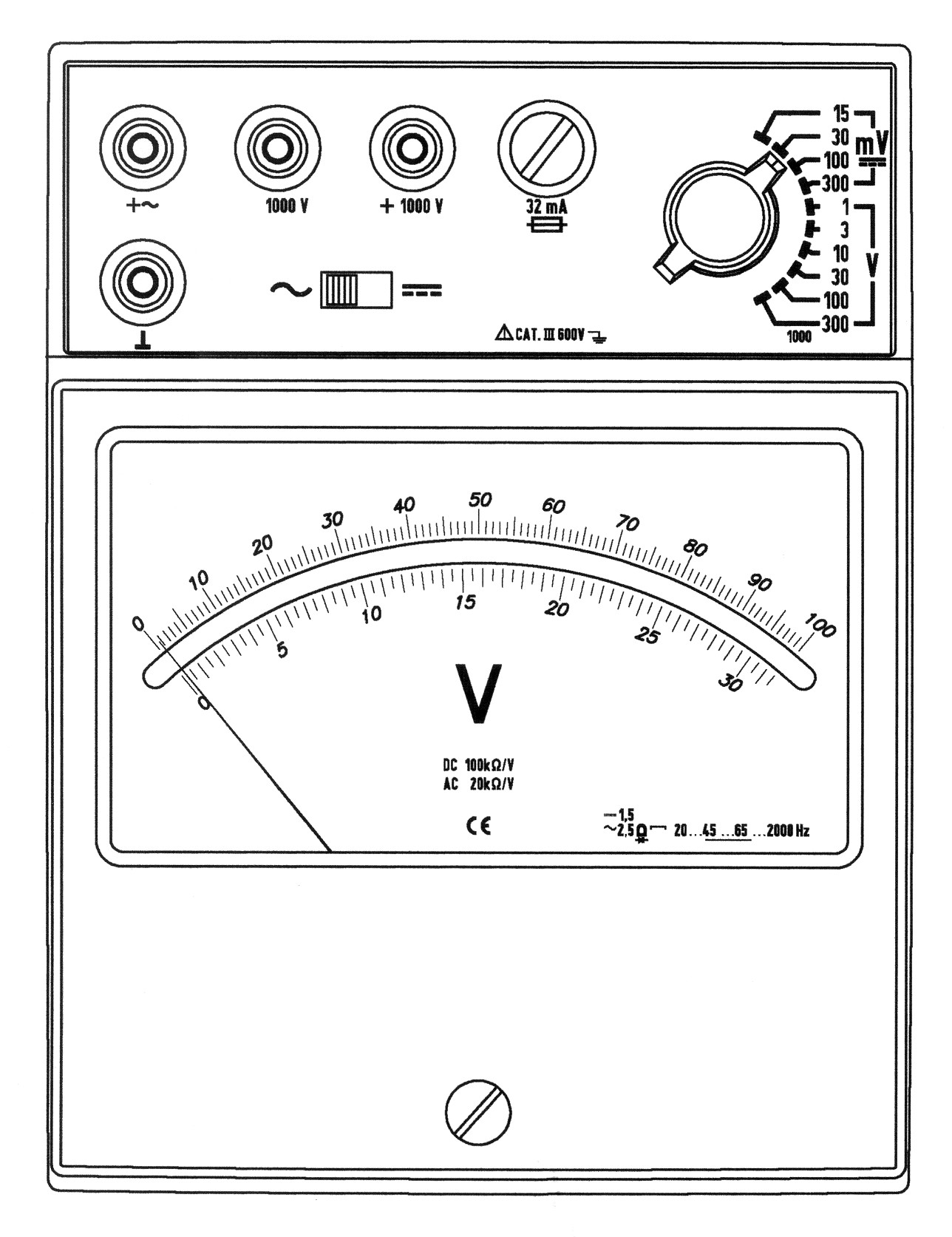
Lengőtekercses (Deprez) kombinált műszer

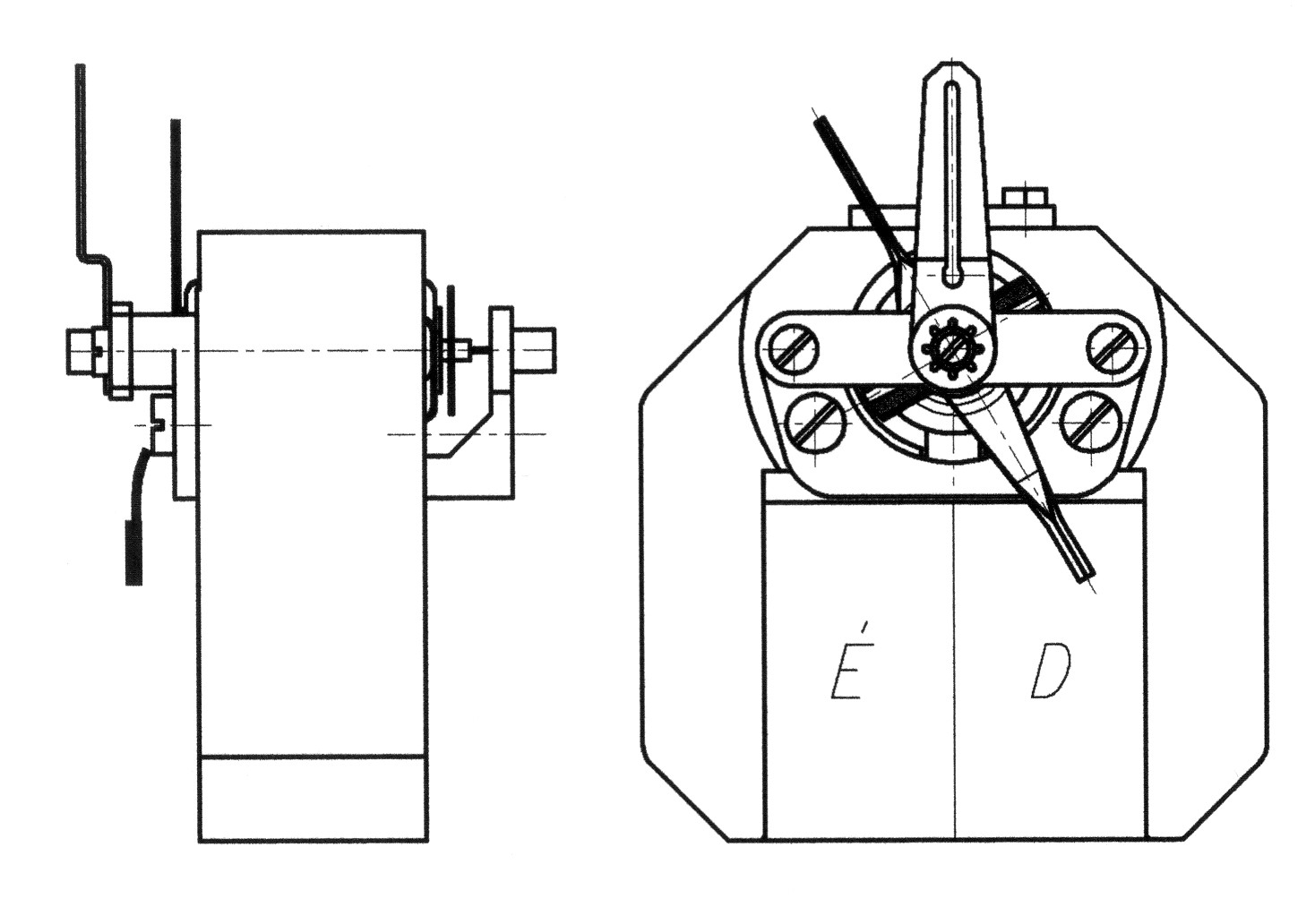
Lengőtekercses (Deprez) műszer külső mágneskörrel

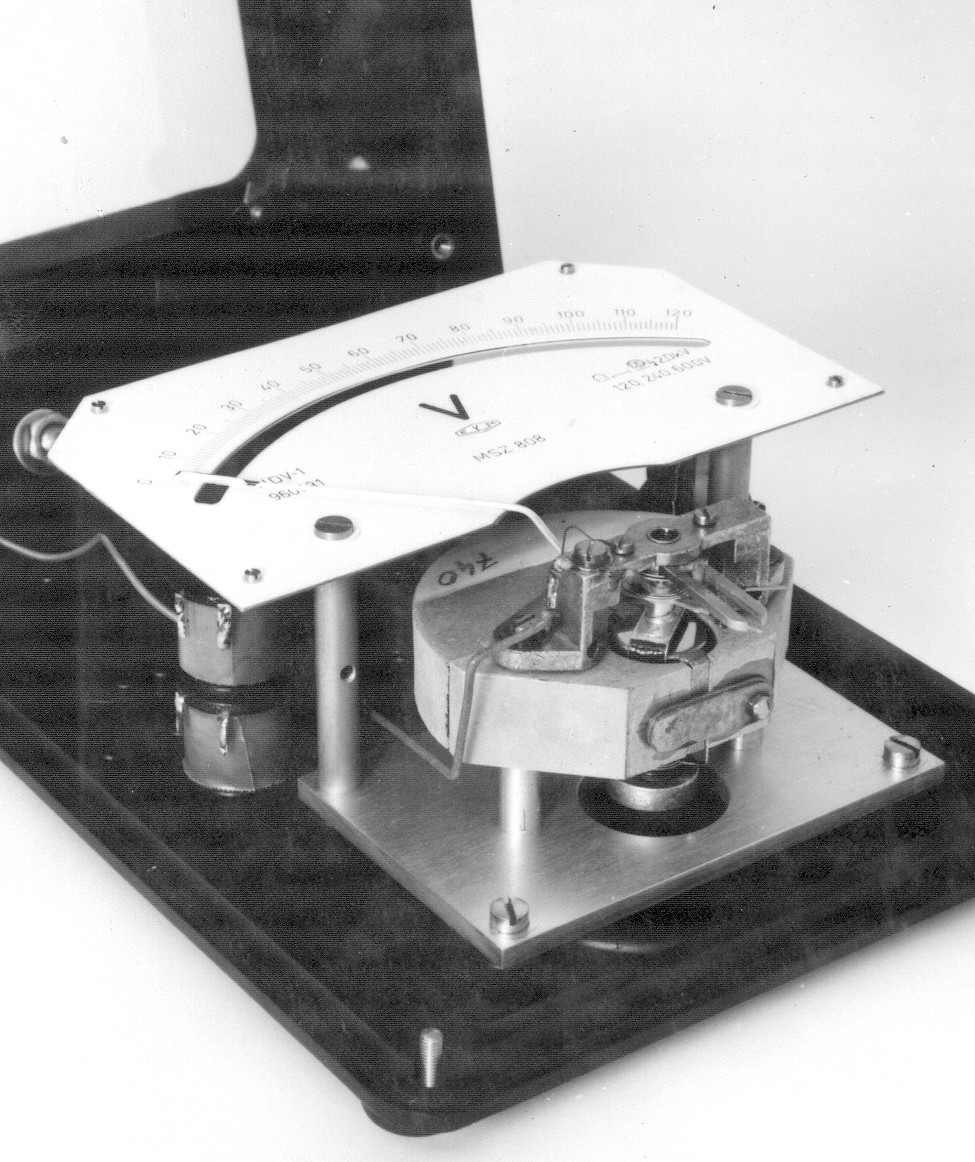
Lengőtekercses (Deprez) műszer külső mágneskörrel

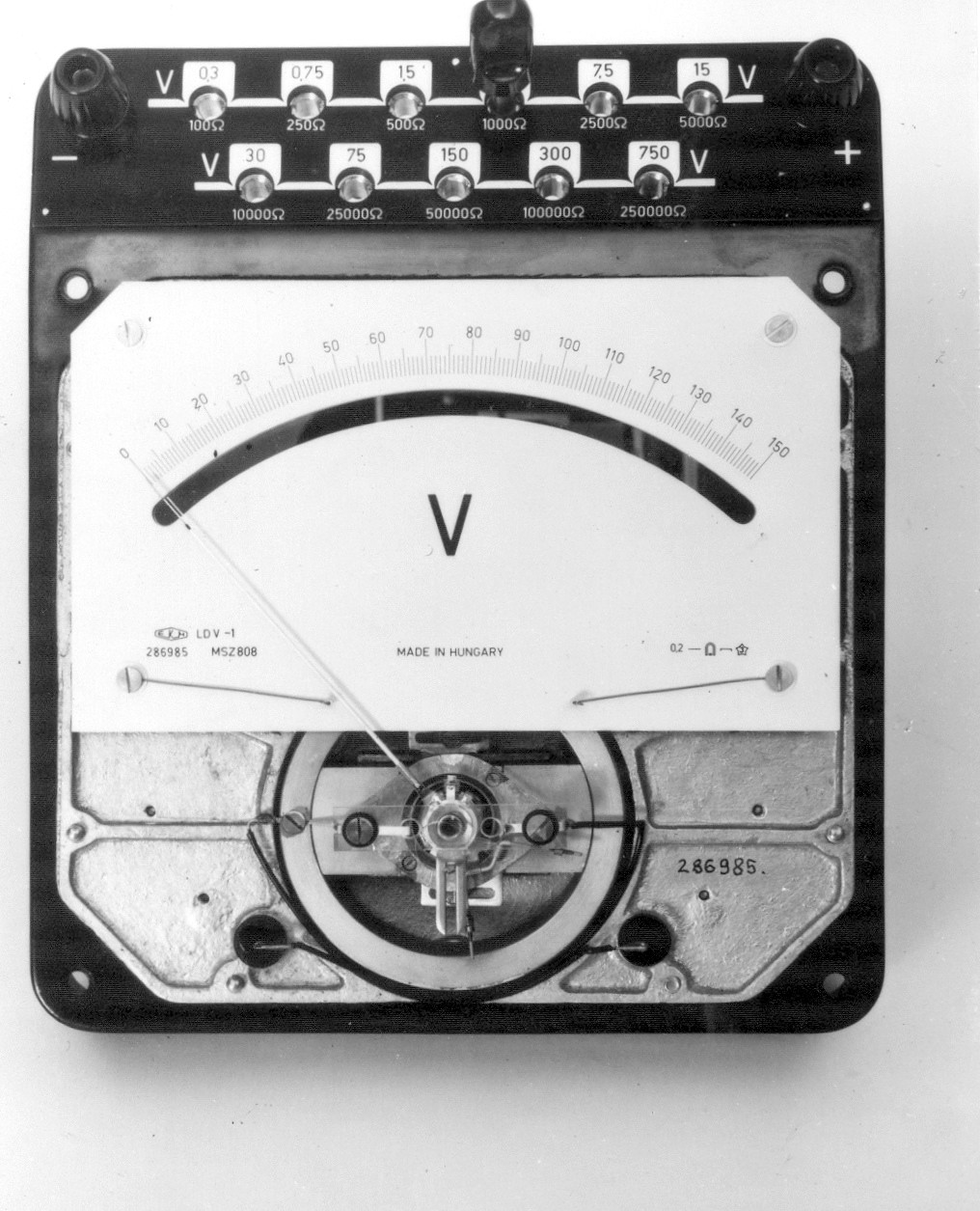
Lengőtekercses (Deprez) műszer belső mágneskörrel

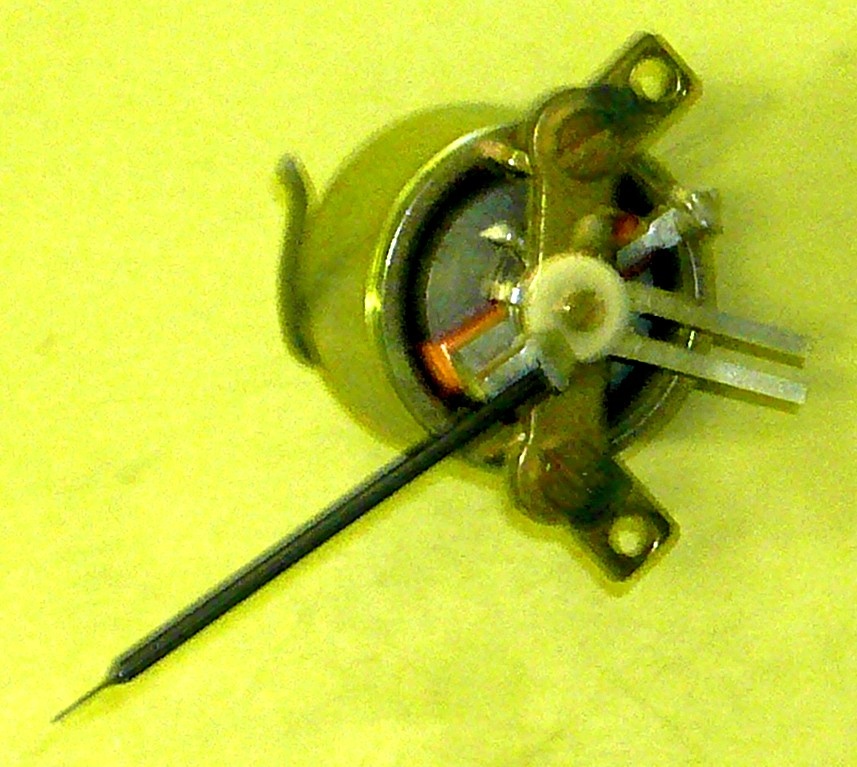
Lengőtekercses (Deprez) műszer mérőműve

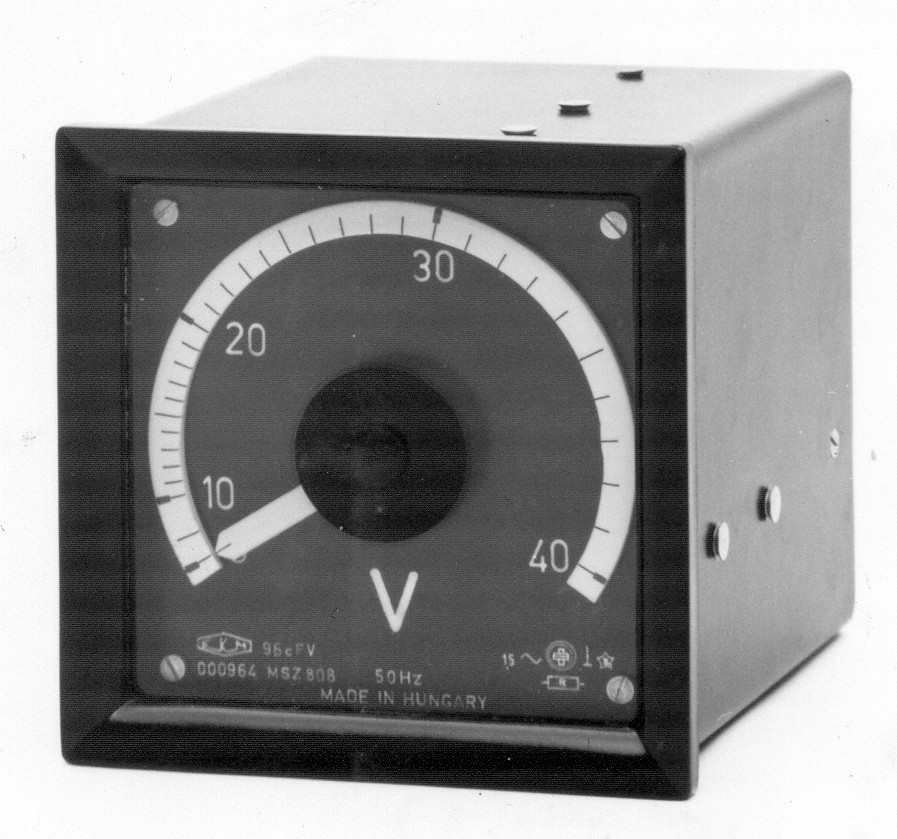
Lengőtekercses centrax műszer

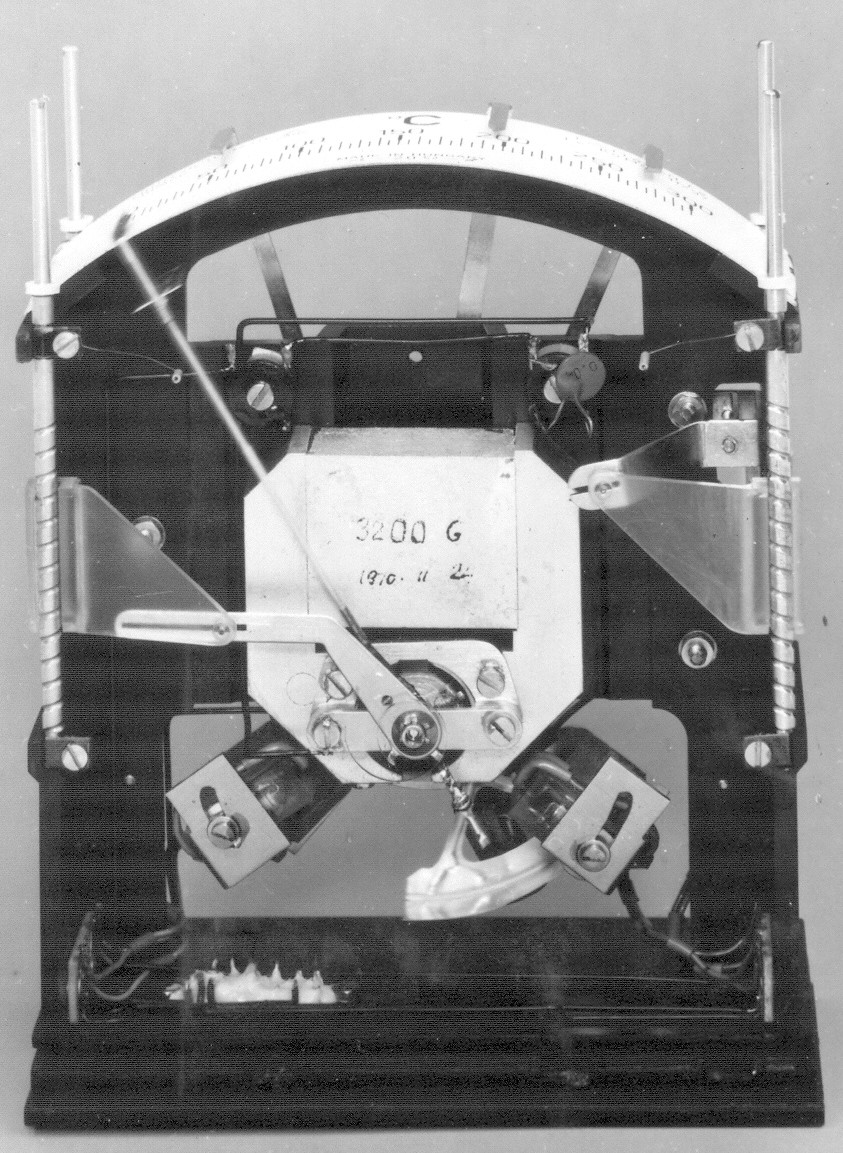
Lengőtekercses műszer két határérték kapcsolóval

Elsősorban kis egyenáram mérésére használjuk a lengőtekercses műszert. Másik elnevezése Deprez-műszer.

## Működési elve
Egy állandó mágnes homogén mágneses terében helyezkedik el a mérendő áramtól átjárt lengőtekercs. A mérendő áram a lengőtekercs körül mágneses teret hoz létre, mely az állandó mágnes mágneses terével kölcsönhatásban (kitérítő nyomaték) a lengőtekercset a mechanikus visszaállító nyomatékkal szemben elfordítja. A műszer kitérése ott fog megállni, ahol a két nyomaték megegyezik. A műszer egyenlete:
	Mágnes erősség * gerjesztés * k = visszatérítő nyomaték
(ahol a gerjesztés a lengő menetszámának és a lengőn átfolyó áramnak a szorzata, a visszatérítő nyomaték a rugók nyomatékának összege a szögkitérés figyelembevételével, k a műszer geometriai méreteitől függő műszerállandó). Egyenirányítós változatával váltakozó áram, illetve váltakozó feszültség mérésére is alkalmas. Frekvenciafüggő alkatrészek beépítésével mutatós frekvenciamérőket is készítenek. Speciális kivitele a galvanométer. Az univerzális multiméterek is zömmel, lengőtekercses mérőművel készülnek. Ilyenkor (mint minden egyenirányítós lengőtekercses műszer) a műszer 1,11 formatényezőjű (szinuszos) váltakozó áram figyelembevételével effektív értékre van hitelesítve. A műszer által mutatott érték, nem szinuszos váltakozó áram estén is egyenlő a középérték 1,11-szeresével. Ennek megfelelően egy csúcsos görbealak negatív, míg egy négyszögű görbealak pozitív hibát okoz.

## A műszer skálája
Feltételezve, hogy a mágneses tér valóban homogén lineáris.

## Kivitelek
- Külső mágneses
- Belső (mag) mágneses.
- 240° szögkitérésű (centrax)

## A műszer érzékenységének beállítása
A műszertől megköveteljük, hogy egy előre meghatározott érzékenységű legyen. Az alkatrészek szórása miatt ezt darabonként szükséges beállítani.

### Külső mágneskör esetén
Külső mágneskör esetén a lengőtekercs a mágnessaruk és a benne elhelyezett vasmag közötti légrésben fordul el. A légrésben az erővonalak radiális irányúak, és műszerenként (a mágnes erősségétől függően) változó számúak. A két saru között mindig nagyobb rés van, mint a légrés nagysága a saru és a vasmag között (mindkét oldalt figyelembe véve). A légrésben záródó erővonalak számát csökkentjük oly módon, hogy a saruk közötti rés fölé egy változó szélességű, lágyvasból készült mágneses rövidzárt helyezünk. Mivel a lágyvas mágneses ellenállása sokkal kisebb, mint a levegőé, az erővonalak a kisebb ellenállás felé törekednek. A lágyvas lemez helyzetének változtatásával változik a keresztmetszet, mely a rés fölött helyezkedik el, és annak megfelelő számú erővonal fog a vason keresztül záródni. Ez az elvezetett erővonal-mennyiség viszont nem záródik a légrésben, így kisebb lesz a kitérítő nyomaték.

### Belső mágnes esetén
A magmágneses műszereknél a vasmag helyén egy porkohászati úton elkészített állandó mágnes van a gyártásnál felvitt sarukkal egy darabot képezve. A behelyezett lengőtekercs az állandó mágnesen lévő saruk és egy külső, lágyvasból készült zárógyűrű közötti légrésben fordul el. Ezeknél a műszereknél nem tudjuk a felesleges erővonalakat elvezetni. A megoldás: gyengíteni kell a mágnest. A felmágnesezés nélküli mágnesben az elemi részecskék véletlenszerűen helyezkednek el, ezért kifelé nem mutat mágneses tulajdonságokat. Felmágnesezéskor ezeket az elemi részeket egy azonos észak-déli irányba kényszerítjük. Mivel ezt nagy térerővel végezzük, a mágnes telítésbe kerül (minden részecske azonos irányt vesz fel). Ez egy nagyon instabil helyzet, mert lesznek olyan részecskék, melyek vissza szeretnének mozdulni, és csak nagy nehezen tudtuk ebbe az irányba kényszeríteni. Beállításkor demagnetizálással egy lecsengő,  szabályozható nagyságú impulzussal demagnetizáljuk a mágnest. Először azok a részecskék fognak elmozdulni az észak-dél irányból, melyek a legkevésbé stabilak. Folyamatosan növelve a térerőt egyre több elemi részecskét tudunk elmozdítani. Ennek hatására a mágnes gyengül, kevesebb erővonal záródik a légrésben, a kitérítő nyomaték csökken. Elmondható, hogy a kívánatos mérték 5-30% között van. Ha a demagnetizálás mértéke 30%-nál több, lesznek olyan részecskék, melyek stabil állapotban vannak, de kikényszerítjük ebből a helyzetből. Elmondható, hogy utólag az 5%-nál kevesebb demagnetizálás gyengíti, míg 30%-nál több demagnetizálás erősíti a mágnest (mivel az instabil helyzetben lévő részecskék elmozdulnak a rájuk kényszerített helyzetből). Fontos megjegyezni, hogy ha véletlenül túl nagyra sikerült a demagnetizálás mértéke, az előbbiekben leírtak miatt helytelen csak kis mértékben felmágnesezni! Az ilyen műszert újra telítésig kell mágnesezni, és utána újra demagnetizálni.

### 240° szögkitérésű műszereknél
A konstrukció kialakítása szerint a mágnes gyengíthetjük egy mágneses rövidzárral, a külső mágneseknél leírtak szerint. Másik lehetőség, hogy a mágnes erősségét változatlanul hagyva a lengőtekercsen nem a teljes áramot vezetjük keresztül, hanem egy párhuzamosan kapcsolt változtatható értékű ellenálláson keresztül annak egy részét elvezetjük. Ilyenkor ügyelni kell a lengőtekercs hőfokfüggésére, ezért a lengőtekercset egy előtét ellenállással kiegészítve kötjük rá a párhuzamos ellenállást. 

## Galvanométer
A lengőtekercses műszerek speciális kivitele a galvanométer. Működési elvét, kivitelét  tekintve megegyezik azzal. Alapvető különbség, hogy a műszer fő, és egyben legfontosabb feladata hídkapcsolásokban a nulla állapot kijelzése. Kivitele ezért középnullás.